# Campionati austriaci di sci alpino 2012
I Campionati austriaci di sci alpino 2012 si sono svolti a Gerlitzen e a Innerkrems tra il 19 e il 24 marzo. Il programma includeva gare di discesa libera, supergigante, slalom gigante, slalom speciale e supercombinata, tutte sia maschili sia femminili, ma le due supercombinate sono state annullate.
Trattandosi di competizioni valide anche ai fini del punteggio FIS, vi hanno partecipato anche sciatori di altre federazioni, senza che questo consentisse loro di concorrere al titolo nazionale austriaco.

## Risultati

### Uomini

#### Discesa libera
| Pos. | Atleta             | Nazione   | Tempo   |
| ---- | ------------------ | --------- | ------- |
| 1    | Max Franz          | Austria   | 1:14,59 |
| 2    | Klaus Kröll        | Austria   | 1:14,77 |
| 3    | Matthias Mayer     | Austria   | 1:14,84 |
| 4    | Andreas Sander     | Germania  | 1:15,40 |
| 5    | Boštjan Kline      | Slovenia  | 1:15,45 |
| 6    | Rok Perko          | Slovenia  | 1:15,48 |
| 7    | Georg Streitberger | Austria   | 1:15,57 |
| 8    | Andreas Romar      | Finlandia | 1:15,64 |
| 9    | Manuel Kramer      | Austria   | 1:16,02 |
| 9    | Vincent Kriechmayr | Austria   | 1:16,02 |

Data: 24 marzo

Località: Innerkrems

Ore: 

Pista: 

Partenza: 

Arrivo: 

Dislivello: 

Tracciatore: 

#### Supergigante
| Pos. | Atleta             | Nazione   | Tempo   |
| ---- | ------------------ | --------- | ------- |
| 1    | Hannes Reichelt    | Austria   | 1:28,61 |
| 2    | Otmar Striedinger  | Austria   | 1:28,62 |
| 3    | Thomas Frey        | Francia   | 1:29,08 |
| 4    | Joachim Puchner    | Austria   | 1:29,12 |
| 5    | Andreas Sander     | Germania  | 1:29,15 |
| 6    | Klaus Kröll        | Austria   | 1:29,47 |
| 7    | Vincent Kriechmayr | Austria   | 1:29,52 |
| 8    | Romed Baumann      | Austria   | 1:29,56 |
| 9    | Andreas Romar      | Finlandia | 1:29,81 |
| 10   | Bernhard Graf      | Austria   | 1:29,92 |

Data: 21 marzo

Località: Innerkrems

Ore: 

Pista: 

Partenza: 

Arrivo: 

Dislivello: 

Tracciatore:

#### Slalom gigante
| Pos. | Atleta              | Nazione     | Tempo   |
| ---- | ------------------- | ----------- | ------- |
| 1    | Christoph Nösig     | Austria     | 2:02,34 |
| 2    | Marcel Mathis       | Austria     | 2:02,42 |
| 3    | Bernhard Graf       | Austria     | 2:02,47 |
| 4    | Daniel Meier        | Austria     | 2:03,08 |
| 5    | Žan Kranjec         | Slovenia    | 2:03,50 |
| 6    | Vincent Kriechmayr  | Austria     | 2:03,58 |
| 7    | Björn Sieber        | Austria     | 2:03,78 |
| 8    | Maarten Meiners     | Paesi Bassi | 2:03,85 |
| 9    | Christof Innerhofer | Italia      | 2:04,00 |
| 10   | Clemens Dorner      | Austria     | 2:04,13 |

Data: 19 marzo

Località: Innerkrems

1ª manche:

Ore: 

Pista: 

Partenza: 

Arrivo: 

Dislivello: 

Tracciatore:
2ª manche:

Ore: 

Pista: 

Partenza: 

Arrivo: 

Dislivello: 

Tracciatore:

#### Slalom speciale
| Pos. | Atleta                 | Nazione   | Tempo   |
| ---- | ---------------------- | --------- | ------- |
| 1    | Kryštof Krýzl          | Rep. Ceca | 1:50,35 |
| 2    | Mario Matt             | Austria   | 1:50,47 |
| 3    | Filip Trejbal          | Rep. Ceca | 1:50,76 |
| 4    | Natko Zrnčić-Dim       | Croazia   | 1:51,29 |
| 5    | Manuel Feller          | Austria   | 1:51,65 |
| 6    | Magnus Walch           | Austria   | 1:52,13 |
| 7    | Matthias Tippelreither | Austria   | 1:52,21 |
| 7    | Paul Zimmermann        | Austria   | 1:52,21 |
| 9    | Matej Vidović          | Croazia   | 1:52,52 |
| 10   | Marc Digruber          | Austria   | 1:52,64 |

Data: 20 marzo

Località: Innerkrems

1ª manche:

Ore: 

Pista: 

Partenza: 

Arrivo: 

Dislivello: 

Tracciatore:
2ª manche:

Ore: 

Pista: 

Partenza: 

Arrivo: 

Dislivello: 

Tracciatore:

#### Supercombinata
La gara, originariamente prevista il 26 marzo a Innerkrems, è stata annullata.

### Donne

#### Discesa libera
| Pos. | Atleta              | Nazione  | Tempo   |
| ---- | ------------------- | -------- | ------- |
| 1    | Edit Miklós         | Ungheria | 1:23,11 |
| 2    | Tamara Tippler      | Austria  | 1:23,62 |
| 3    | Mirjam Puchner      | Austria  | 1:24,00 |
| 4    | Stephanie Venier    | Austria  | 1:24,29 |
| 5    | Cornelia Hütter     | Austria  | 1:24,36 |
| 6    | Nadine Tschernitz   | Austria  | 1:24,41 |
| 7    | Rosina Schneeberger | Austria  | 1:24,79 |
| 8    | Mariella Voglreiter | Austria  | 1:24,92 |
| 9    | Johanna Ebner       | Austria  | 1:24,97 |
| 10   | Anna Duregger       | Austria  | 1:25,16 |

Data: 24 marzo

Località: Innerkrems

Ore: 

Pista: 

Partenza: 

Arrivo: 

Dislivello: 

Tracciatore:

#### Supergigante
| Pos. | Atleta              | Nazione | Tempo   |
| ---- | ------------------- | ------- | ------- |
| 1    | Stefanie Köhle      | Austria | 1:23,35 |
| 2    | Mirjam Puchner      | Austria | 1:23,77 |
| 3    | Tamara Tippler      | Austria | 1:24,16 |
| 4    | Nicole Schmidhofer  | Austria | 1:24,37 |
| 5    | Cornelia Hütter     | Austria | 1:24,38 |
| 6    | Michaela Rainer     | Austria | 1:24,66 |
| 7    | Ricarda Haaser      | Austria | 1:24,71 |
| 8    | Lisa-Maria Zeller   | Austria | 1:24,74 |
| 9    | Mariella Voglreiter | Austria | 1:24,76 |
| 10   | Stephanie Venier    | Austria | 1:24,86 |

Data: 21 marzo

Località: Gerlitzen

Ore: 

Pista: 

Partenza: 

Arrivo: 

Dislivello: 

Tracciatore:

#### Slalom gigante
| Pos. | Atleta            | Nazione  | Tempo   |
| ---- | ----------------- | -------- | ------- |
| 1    | Stefanie Köhle    | Austria  | 2:15,81 |
| 2    | Nicole Hosp       | Austria  | 2:16,01 |
| 3    | Veronique Hronek  | Germania | 2:16,41 |
| 4    | Mirjam Puchner    | Austria  | 2:16,81 |
| 5    | Ricarda Haaser    | Austria  | 2:17,40 |
| 6    | Jessica Depauli   | Austria  | 2:17,43 |
| 7    | Carmen Thalmann   | Austria  | 2:17,87 |
| 8    | Margret Altacher  | Austria  | 2:18,35 |
| 9    | Lisa-Maria Zeller | Austria  | 2:18,50 |
| 10   | Michaela Schmotz  | Austria  | 2:18,62 |

Data: 19 marzo

Località: Gerlitzen

1ª manche:

Ore: 

Pista: 

Partenza: 

Arrivo: 

Dislivello: 

Tracciatore:
2ª manche:

Ore: 

Pista: 

Partenza: 

Arrivo: 

Dislivello: 

Tracciatore:

#### Slalom speciale
| Pos. | Atleta                | Nazione | Tempo   |
| ---- | --------------------- | ------- | ------- |
| 1    | Jessica Depauli       | Austria | 1:35,44 |
| 2    | Carmen Thalmann       | Austria | 1:35,73 |
| 3    | Alexandra Daum        | Austria | 1:35,87 |
| 4    | Nevena Ignjatović     | Serbia  | 1:36,71 |
| 5    | Rosina Schneeberger   | Austria | 1:36,77 |
| 6    | Kathrin Zettel        | Austria | 1:36,97 |
| 7    | Ricarda Haaser        | Austria | 1:37,18 |
| 8    | Lisa-Maria Zeller     | Austria | 1:37,20 |
| 9    | Beatrice Pössendorfer | Austria | 1:37,25 |
| 10   | Stefanie Wopfner      | Austria | 1:37,32 |

Data: 20 marzo

Località: Gerlitzen

1ª manche:

Ore: 

Pista: 

Partenza: 

Arrivo: 

Dislivello: 

Tracciatore:
2ª manche:

Ore: 

Pista: 

Partenza: 

Arrivo: 

Dislivello: 

Tracciatore:

#### Supercombinata
La gara, originariamente prevista il 26 marzo a Innerkrems, è stata annullata.